# 1928年サンモリッツオリンピックのオーストリア選手団
1928年サンモリッツオリンピックのオーストリア選手団（1928ねんサンモリッツオリンピックのオーストリアせんしゅだん）は、1928年2月11日から2月19日までスイスのサンモリッツで開催された1928年サンモリッツオリンピックのオーストリア選手団、およびその競技結果。

## 概要
今大会は銀メダル3個、銅メダル1個の合計4個のメダルを獲得した。獲得した4個のメダルは全てフィギュアスケートだった。
男子シングルのウィリー・ベックルは、1924年シャモニー・モンブランオリンピックに続いて2大会連続の銀メダル獲得となった。

## メダル
| メダル | 選手名                                | 競技               | 種目         |
| ------ | ------------------------------------- | ------------------ | ------------ |
| 銀     | ウィリー・ベックル                    | フィギュアスケート | 男子シングル |
| 銀     | フリーツィ・ブルガー                  | フィギュアスケート | 女子シングル |
| 銀     | リリー・ショルツ オットー・カイザー   | フィギュアスケート | ペア         |
| 銅     | メリタ・ブルナー ルードビヒ・ブレーデ | フィギュアスケート | ペア         |